# Rivetina dentata
Rivetina dentata är en bönsyrseart som beskrevs av Mistshenko 1967. Rivetina dentata ingår i släktet Rivetina och familjen Mantidae. Inga underarter finns listade i Catalogue of Life.